# ستيف أوستريا
ستيف أوستريا هو مستشار مالي وسياسي أمريكي، ولد في 12 أكتوبر 1958 في سينسيناتي في الولايات المتحدة. نشط حزبياً في الحزب الجمهوري.

## مناصب
- في انتخابات مجلس النواب الأمريكي 2008 [الإنجليزية]‏، انتخب عضو مجلس النواب الأمريكي [الإنجليزية]‏ عن دائرة الدائرة الكونغرسية السابعة لأوهايو [الإنجليزية]‏ وقد انضم خلال فترته النيابية [الإنجليزية]‏ (6 يناير 2009 – 3 يناير 2011) للكتلة البرلمانية الحزب الجمهوري.
- في انتخابات مجلس النواب الأمريكي 2010 [الإنجليزية]‏، انتخب عضو مجلس النواب الأمريكي [الإنجليزية]‏ عن دائرة الدائرة الكونغرسية السابعة لأوهايو [الإنجليزية]‏ وقد انضم خلال فترته النيابية [الإنجليزية]‏ (5 يناير 2011 – 3 يناير 2013) للكتلة البرلمانية الحزب الجمهوري.
- انتخب Whip (politics) [الإنجليزية]‏ (2005 – 2008).
- انتخب عضو مجلس ولاية أوهايو  [لغات أخرى]‏ (2001 – 2008).
- انتخب عضو مجلس نواب أوهايو  [لغات أخرى]‏ (1999 – 2000).
- انتخب عضو مجلس النواب الأمريكي [الإنجليزية]‏ وقد انضم خلال فترته النيابية (3 يناير 2009 – 3 يناير 2013) للكتلة البرلمانية الحزب الجمهوري.